# Bertile de Marœil
Pour les articles homonymes, voir Bertille.
Sainte Bertile, ou Bertille,  née à une date inconnue et morte en 697 à Marœuil-lez-Arras, est une sainte de l'Église catholique. Fille de Ricomer et de Gertrude (seigneurs des Atrébates), elle a été canonisée le 8 octobre 1081.

## Biographie
Au VIIe siècle lors d'une grande sécheresse, sainte Bertille a prié avec des paysans et en frappant le sol de son bâton aurait fait jaillir une source. L'abbaye Saint-Amand-et-Sainte-Bertille de Marœuil est fondée pour conserver ses reliques. Elle épouse un seigneur d'Auvergne. À sa mort, elle vend ses propriétés, revient à Marœuil et y construit une église.

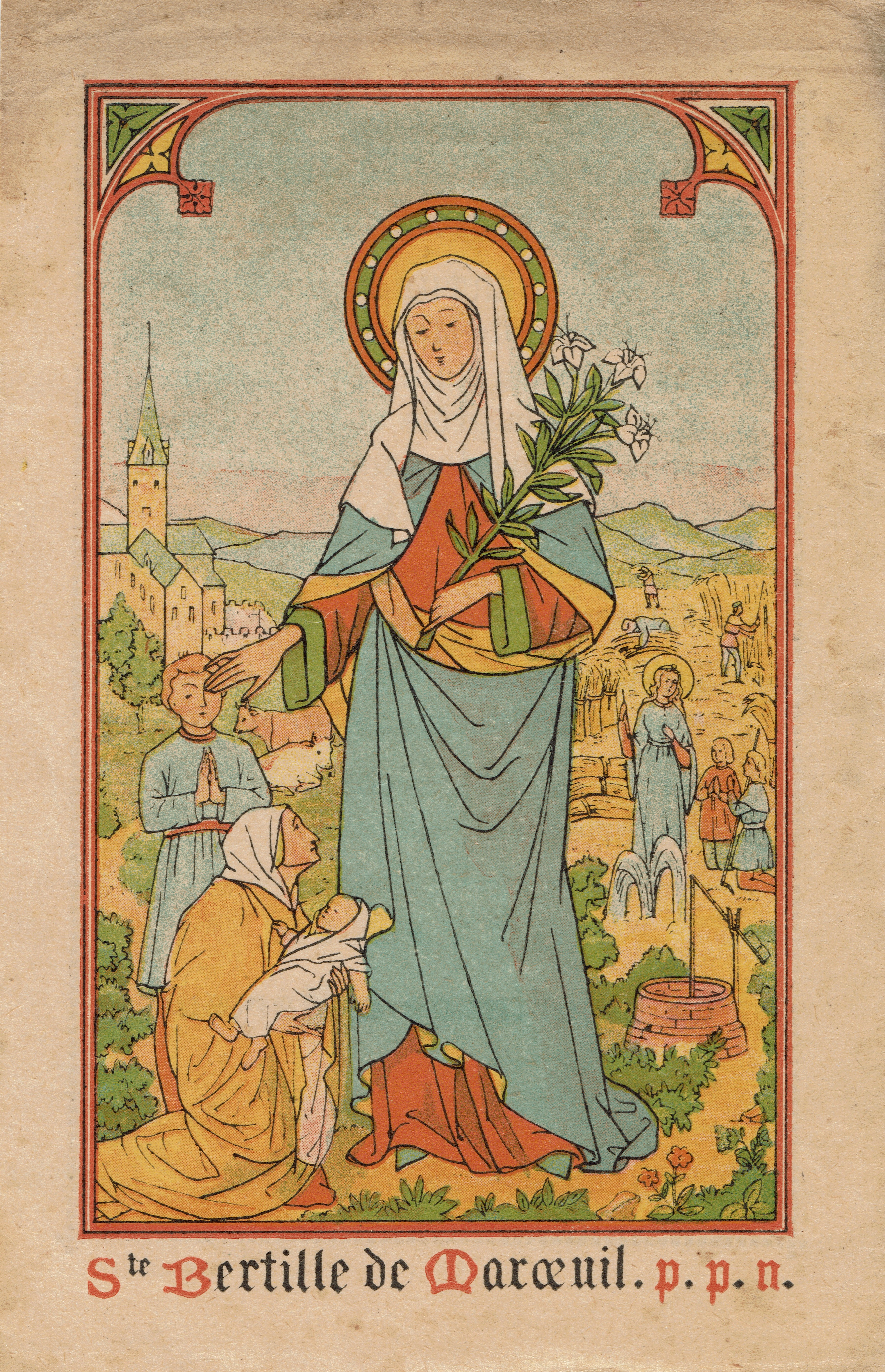
Ste Bertille de Maroeuil, image pieuse (probablement début XXe siècle ou fin XIXe). Ses miracles sont représentés autour d'elle.